# Калитеа
Калитеа (грч. Καλλιθέα – тр. Kallithea) је осмо по величини насеље у Грчкој и једно од највећих предграђа главног града Атине. Калитеа припада округу Јужна Атина у оквиру периферије Атика.

## Положај
Калитеа се налази јужно од управних граница Атине. Удаљеност између средишта ова два насеља је свега 5 км.

## Становништво
У последња три пописа кретање становништва било је следеће:
Кретање броја становника у општини по пописима:
| 1981.   | 1991.   | 2001.   | 2011.   |
| ------- | ------- | ------- | ------- |
| 117.319 | 114.233 | 109.609 | 100.641 |

Са густином од преко 23.000 ст./км² Калитеа спада у најгушће насеље општине у целој Грчкој (одмах после Неаполија, предграђа Солуна).

## Партнерски градови
- Сартрувил
- Ферара